# Кыдырбаев, Тилеп
Тилеп Кыдырбаев (1884, село Уюк, Аулиеатинский уезд, Сырдарьинская область, Туркестанский край, Российская империя — 1973, Джамбулская область, Казахская ССР) — старший чабан колхоза имени Чкалова Таласского района Джамбулской области, Казахская ССР. Герой Социалистического Труда (1948).

## Биография
Родился в 1884 году в крестьянской семье в селе Уюк Аулиеатинского уезда. Происходит из племени ысты. С раннего возраста трудился в сельском хозяйстве, занимался скотоводством. Во время коллективизации вступил в 1929 году в сельскохозяйственную артель имени Ельтая (в последующие годы — колхоз имени Чкалова Таласского района). Трудился чабаном курдючных овец, в послевоенное время — старший чабан.
В 1947 году вырастил 528 ягнят от 500 курдючных овец. Средний вес ягнёнка к отбивке составил 41 килограмма. Указом Президиума Верховного Совета СССР от 23 июля 1948 года удостоен звания Героя Социалистического Труда за «получение высокой продуктивности животноводства в 1947 году» с вручением ордена Ленина и золотой медали «Серп и Молот» (№ 2488).
Этим же указом званием Героя Социалистического Труда были награждены председатель колхоза Байкошкар Мусиралиев, труженики колхоза имени Чкалова Картабай Атчабаров и Дадебай Байконусов.
После укрупнения колхозов в 1950 году трудился в колхозе имени Амангельды (с 1954 года — совхоз «Уюкский») Таласского района. В этом же году вырастил 575 ягнят от 422 овцематок. Настриг с каждой овцы в среднем составил 3,5 килограмма шерсти.
Трудился чабаном до выхода на пенсию в 1957 году. Дата смерти не установлена.